# حسین لنکرانی
حسین لنکرانی در سال ۱۲۶۸ خورشیدی در محله سنگلج شهر تهران و در یک خانواده روحانی پا به عرصه وجود گذاشت. وی خواندن و نوشتن و بخشی از مقدمات علوم اسلامی را نزد پدر و بخشی دیگر را در محضر استادان حوزه علمیه تهران فراگرفت. سپس به نجف اشرف هجرت کرد. در نجف تحصیلات خود را تا رسیدن به اجتهاد ادامه داد. وی با زبان‌های انگلیسی، روس و عربی نیز آشنا بود. حسین لنکرانی نماینده دوره چهاردهم مجلس شورای ملی و فعال سیاسی دوره قاجاریه، پهلوی اول، پهلوی دوم و دوره پس از انقلاب ۱۳۵۷ بود.

## تحصیلات
وی مقدمات علوم اسلامی را نزد پدر و بخشی دیگر را در محضر استادان حوزه علمیه تهران فراگرفت و سپس برای ادامه تحصیل عازم نجف شد. او از شاگردان میرزا حبیب‌الله رشتی به‌شمار می‌آمد.
حسین لنکرانی با زبان‌های انگلیسی، روسی و عربی نیز آشنا بود.

## زندگی
او در محلّهٔ سنگلجِ تهران زاده شد. پدرش علی لنکرانی از عالمان تهران به‌شمار می‌آمد. پدربزرگ وی نیز از مجتهدان زمان خود بود.
او در سال ۱۳۰۳ اقدام به راه‌اندازی روزنامه‌ای تحت عنوان اتحاد اسلام کرد. وی از مخالفین احمدشاه ورضا شاه بود و در پی فعالیت‌های سیاسی و آشوب طلبانه به تبعید محکوم شد.
مرحله اول، در زمان سلطنت احمدشاه و رییس‌الوزرا بودن رضاخان بود و رضاشاه هنوز به سلطنت دست نیافته بود. در این زمان، وی به جرم مخالفت با جمهوری‌خواهی و برگزاری تظاهرات به حمایت از سید حسن مدرس و  محمد خالصی زاده و نیز انتشار مقالات تند در روزنامه اتحاد اسلام و تحریک مردم به قتل ماژور ایمبری کنسول آمریکا، در اواخر تیرماه ۱۳۰۳ ش. به همراه سید رضا فیروزآبادی و سید محمدتقی هراتی به مدت هفت ماه به منطقه کلات نادری مشهد تبعید شد. در میان راه، شایعه ی حکم اعدام لنکرانی به اطلاع او می‌رسد و او با ارسال تلگرامی آتشین به حکام وقت، ایشان را از عواقب شوم این کار برحذر می‌دارد که حکم اعدام وی شایعه ای بیش نبود.
در شهریور ۱۳۲۰ ش؛ پس از استعفای رضاشاه و خروجش از ایران، وی هم به تهران بازگشت. 
لنکرانی در انتخابات دوره چهاردهم از حوزه انتخابیه اردبیل به مجلس راه یافت.
وی در نهضت ملی شدن نفت … در پشت صحنه به صورت مستمر و فعال تلاش میکرد. افراد مؤثر و شاخص در این ماجرا، مانند  حسین مکی و ابوالحسن حائری‌زاده را به حضور می‌طلبید یا به سراغشان می‌رفت و با آن‌ها بحث و جدل میکرد. در این نهضت، ایادی حزب توده معتقد بودند که فقط نفت جنوب ملی شود و نفت شمال همچنان به وضع سابق آزاد باشد ولی لنکرانی با همه اینها به بحث نشست و ستیز آغازید. همچنین با مخالفین دیگر این نهضت، مانند قائم مقام الملک نیز غفلت نکرد و به منزلش رفت و با او صحبت کرد تا وی و همفکرانش را از مخالفت با این نهضت ملی بازدارد.
از همفکران و همرزمانِ دیرین او مرتضی مطهری در مسجد هدایت و مسجد الجواد تهران , محمدتقی فلسفی، سید عزالدین حسینی زنجانی، سید رضا فیروزآبادی و سید محمدتقی هراتی و با علما و شخصیتهای چون سیدابوالقاسم کاشانی ارتباط داشت و تلاشهای دینی، مذهبی و سیاسی آن‌ها را تأیید می‌کرد.
او از دوستان سید روح‌الله خمینی بود. آشنایی وی با سید روح‌الله از سالهای ۱۳۲۰ آغاز شد و با اینکه از نظر سنی دوازده سال از خمینی بزرگتر بود و چندین سال سابقه مبارزاتی داشت ولی تحت تأثیر شخصیت علمی، اخلاقی و انقلابی سید روح‌الله خمینی بود.
در زمان حکومت محمدرضا پهلوی و وقایع ۱۵ خرداد ۱۳۴۲ چند ساعتی بازداشت میشود. گفته می‌شود که نعمت‌الله نصیری (رئیس شهربانی کل کشور وقت) در آن حادثه به شاه گفته بود. «بر ما مسلم است که بلوای تهران، عمدتاً زیر سر وی است، اما وی با تردستی و زرنگی هیچ مدرکی از خود به جای نگذاشته‌است» !.
( حسین لنکرانی به روایت اسناد ساواک، ص بیست و پنج)
پس از تبعید سید روح‌الله خمینی به ترکیه لنکرانی ضمن ادامه ارتباط با ایشان، با رجال نهضت نظیر سعیدی و عبدالرحیم ربانی شیرازی جلسات مستمر گذاشته به بحث و مذاکره پیرامون مسائل جاری کشور می‌پرداخت و در همین راستا، عناصر حوزه و دانشگاه و بازار را به مبارزه دلگرم و امیدوار می‌ساخت و به جهت ادامه ستیز با حکومت پهلوی تحریک می‌کرد.

## شرح نامه به سیدعلی خامنه‌ای
لنکرانی ۵ روز بعد از درگذشت سید روح‌الله خمینی درگذشت. یعنی در ۱۸ خرداد ۱۳۶۸، وی ۸ ساعت قبل از فوتش نامه‌های جداگانه‌ای به سید مرتضی پسندیده و سید احمد خمینی و سید علی خامنه‌ای نوشت که به شرح زیر است:
بسم الله الرحمن الرحیم
جناب مستطاب، آیة الله سید علی خامنه‌ای سلام علیکم! با عرض تسلیت به مناسبت این واقعه خیلی بزرگ و دردناک و اظهار رضایت از مصلحت‌اندیشی فقهای معظم خبرگان و به خصوص از تسریع آن حضرات در اتخاذ تصمیم به انتخاب جناب عالی به منظور جبران و پرکردن خلأ حاصل از فقدان  آیة الله خمینی رضوان الله علیه، موجب امیدواری زیاد شد که عید رمضان آمد و ماه رمضان رفت ـ بس شکر که این آمد و صد حیف که آن رفت از خداوند منان مسئلت دارم که در این مقام خیلی مهم و حساس، جناب عالی را یاری دهد تا منشأ خیر و صلاح فراوان باشید. با تقدیم احترامات فائقه،  حسین لنکرانی ۱۸/ ۳/ ۶۸ ش.

## درگذشت
لنکرانی در ۱۸ خرداد ۱۳۶۸ پس از صدسالگی در تهران درگذشت و در آرامگاه شاه عبدالعظیم شهر ری دفن شد.